# Сали Хокинс
Сали Хокинс (на английски: Sally Hawkins) е английска театрална и филмова актриса, носителка на награди „Златен глобус“, „Сателит“ и „Сребърна мечка“, номинирана е за Европейска филмова награда, „Оскар“ и награда на БАФТА. Известни филми с нейно участие са „Лейър Кейк“, „Напълно безгрижна“, „Син жасмин“, „Годзила“, „Формата на водата“ и други.

## Биография
Сали Хокинс е родена на 27 април 1976 г. в квартал Дълуич, Североизточен Лондон. Баща ѝ Колин и майка ѝ Джаки Хокинс са високоуважавани илюстратори и писатели на детски книги, а брат ѝ Финбар Хокинс е продуцент. Сали показва интерес към актьорството още на тригодишна възраст след като гледа цирково представление. Първоначално решава да се насочи към комедийни роли, но в крайна сметка започва да играе в театрални представления.
Като дете Сали страда от дислексия, но благодарение на актьорството успява да се пребори с проблема. По-късно кандидатства и е приета в Кралската академия за драматично изкуство, където се дипломира през 1998 г.

## Кариера
Сали Хокинс започва професионалната си кариерата като театрална актриса, с участия в пиесите „Ромео и Жулиета“, „Вишнева градина“, „Много шум за нищо“ и други. Също така играе и малки роли в няколко сериала на Би Би Си, както и статист във филма „Междузвездни войни: Епизод I - Невидима заплаха“.
Първата ѝ по-значителна филмова роля е през 2002 г. във филма на режисьора Майк Лий – „Всичко или нищо“. След това участва във филма „Вера Дрейк“ (2004), отново под режисурата на Майк Лий и екшъна „Лейър Кейк“ (2004) с участието и на Даниел Крейг. За участието си в ролята на смела чистачка във филма „Формата на водата (2017)“ получава редица престижни номинации и награди.
Първата ѝ главна телевизионна роля е през 2005 г. в номинирания за награда на БАФТА минисериал „Джебчийка“. Сериалът е адаптация по едноименния роман на Сара Уотърс и в него участва и Имелда Стонтън.

## Частична филмография

### Кино
| Година | Филм                 | Оригинално заглавие | Роля           | Режисьор         |
| ------ | -------------------- | ------------------- | -------------- | ---------------- |
| 2002   | Всичко или нищо      | All or Nothing      | Саманта        | Майк Лий         |
| 2004   | Вера Дрейк           | Vera Drake          | Сюзан          | Майк Лий         |
| 2004   | Лейър Кейк           | Layer Cake          | Слашър         | Матю Вон         |
| 2007   | Убиец по рождение    |                     |                |                  |
| 2007   | Сънят на Касандра    | Cassandra's Dream   | Кейт           | Уди Алън         |
| 2008   | Напълно безгрижна    | Happy-Go-Lucky      | Полин Крос     | Майк Лий         |
| 2009   | Пустинно цвете       | Desert Flower       | Мерилин        | Шери Хорман      |
| 2009   | Съзряване            | An Education        | Сара Голдман   | Лоне Шерфиг      |
| 2010   | Никога не ме оставяй | Never Let Me Go     | мис Люси       | Марк Романек     |
| 2011   | Джейн Еър            | Jane Eyre           | мисис Рийд     | Кари Фукунага    |
| 2012   | Големите надежди     | Great Expectations  | мисис Джо      | Майк Нюъл        |
| 2013   | Син жасмин           | Blue Jasmine        | Джинджър       | Уди Алън         |
| 2014   | Годзила              | Godzilla            | Вивиън Граъм   | Гарет Едуардс    |
| 2014   | Падингтън            | Paddington          | Мири Браун     | Пол Кинг         |
| 2017   | Формата на водата    | The Shape of Water  | Елиза Еспозито | Гийермо дел Торо |
| 2017   | Падингтън 2          | Paddington          | Мири Браун     | Пол Кинг         |

### Телевизия
| Година | Филм        | Оригинално заглавие | Роля | Режисьор | Бележки |
| ------ | ----------- | ------------------- | ---- | -------- | ------- |
| 2003 – | Байрон      | Byron               |      |          |         |
| 2005 – | Джебчийка   | Fingersmith         |      |          |         |
| 2007 – | Въздействие | Persuasion          |      |          |         |